# Sturmgeschütz III
El canó d'assalt Sturmgeschütz III (StuG III) va ser un dels vehicles blindats més produïts d'Alemanya durant la Segona Guerra Mundial. Es basava en el xassís del Panzer III i en els seus inicis estava armat amb un canó lleuger per a suport de la infanteria, va ser modificat fins al punt que, cap al 1942, es va emprar extensament com a caçatancs.
La sèrie de Sturmgeschütz és probablement coneguda per la seva excel·lent relació entre preu i rendiment. Al final de la guerra s'havien construït unes 10.500 unitats.

## Història
El Sturmgeschütz III sorgeix com una proposta que el llavors coronel Erich von Manstein va enviar al general Ludwig Beck el 1935 en la qual se suggeria que unitats d'artilleria d'assalt (Sturmartillerie) fossin utilitzades per a suport directe a les divisions d'infanteria. Al final, el 15 de juny de 1936, la Daimler-Benz va rebre l'ordre de desenvolupar un vehicle blindant de suport d'infanteria que portés una peça d'artilleria de 75 mm. El canó tindria un moviment transversal limitat a un mínim de 25 graus i estaria muntat en una superestructura tancada que proporcionava protecció a la tripulació. L'altura del vehicle no havia de superar l'altura mitjana d'una persona.
Daimler-Benz va utilitzar el xassís i rodaments del seu disseny recent, el tanc mitjà Panzerkampfwagen III, com a base del seu nou vehicle. La fabricació del prototip va passar a les mans d'Alkett, que va produir cinc exemplars el 1937 de la sèrie 0 experimental, basades en el Panzer II Ausf. B. Aquests prototips presentaven una superestructura d'acer dolç i un canó curt Sturmkanone 37 L/24 de 75 mm.
Com la intenció original del StuG III era de suport en el combat, els primers models anaven equipats amb un canó de baixa velocitat StuK 37 L/24 de 75 mm, que disparava projectils d'alt explosiu. Després de l'encontre amb els T-34 soviètics, l'StuG III va ser reequipat amb un canó d'alta velocitat StuK 40 L/43 de 75 mm a la primavera de 1942, i posteriorment amb el model L/48, a la tardor d'aquell any.
Els últims models del StuG III tenien una metralladora MG34 al buc per augmentar la protecció contra la infanteria enemiga.
El 1944, l'exèrcit finès va rebre 59 StuG III d'Alemanya i van ser utilitzats contra la Unió Soviètica. Aquestes unitats van destruir almenys 87 tancs enemics, contra la pèrdua de només vuit StuG III (alguns van ser destruïts per la mateixa tripulació abans d'abandonar el vehicle). Després de la II Guerra Mundial, la Unió Soviètica va lliurar alguns vehicles capturats a Síria, que van ser utilitzats fins a la dècada de 1960.

## Variants
- StuG III Ausf. A  (Sd.Kfz 142; 1940; 30 unitats). Es va utilitzar per primera vegada durant la batalla de França. El StuG III Ausf. A feia servir el xassís del Panzer III Ausf. F i un canó StuK 37 L/24 de 75 mm
- StuG III Ausf. B (Sd.Kfz 142; 1940-1941; 320 unitats). Amb erugues més amples i altres canvis menors.
- StuG III Ausf. C (Sd.Kfz 142; 1941; 50 unitats). Canvis menors sobre el model Ausf. B.
- StuG III Ausf. D (Sd.Kfz 142; 1941; 150 unitats). Canvis menors sobre el model Ausf. C.
- StuG III Ausf. E (Sd.Kfz 142; 1941-1942; 272 unitats). Se li va afegir una metralladora MG34 per a protecció contra infanteria i altres canvis menors.
- StuG III Ausf. F (Sd.Kfz 142/1; 1942; 359 unitats). Canvi del canó a un StuK 40 L/43 de 75 mm. Aquest canvi va marcar el StuG com a caçacarros més que com el seu disseny original de vehicle de suport.
- StuG III Ausf. F/8' (Sd.Kfz 142/1; 1942; 334 unitats). Canvi del canó a un StuK 40 L/48 de 75 mm
- StuG III Ausf. G' (Sd.Kfz 142/1; 1942-1945; 7.893 unitats). L'última versió i de major producció. La sèrie G utilitzava el buc del Panzer III Ausf. M i després de 1944, una segona metralladora. Les últimes versions portava el mantelete Saukopf (cap de porc en alemany) que era més efectiu per desviar trets.

### Altres variants
Es van fabricar alguns StuG III amb el xassís del Panzer III però amb el sistema de suspensió del Panzer IV amb la intenció de simplificar les reparació en el camp de batalla, però no van donar el resultat esperat i el projecte va ser cancel·lat. Només es van produir 20 unitats.
El 1942, es va dissenyar una variant del StuG III Ausf. F, amb un obús de 105 mm en lloc del canó de 75 mm. Aquests nous vehicles designats Sturmhaubitze 42 (o StuH 42, també coneguts per la seva designació de la Wehrmacht Sd.Kfz 142/2) proporcionaven el suport a la infanteria mentre que els models F/8 i G s'utilitzaven en tasques anticarro. El 1943, deu StuG III van ser convertits en StuG I (FLAMM) reemplaçant l'arma principal per un llançaflames. Tanmateix, no existeixen informes que indiquin el seu ús en combat.